# Stenosoma carinata
Stenosoma carinata là một loài chân đều trong họ Idoteidae. Loài này được Lucas miêu tả khoa học năm 1814.